# Simon Climie
Simon Climie (né le 7 avril 1957 à Fulham, Londres) est un auteur-compositeur, ancien leader du duo britannique Climie Fisher. Il est également connu pour ses collaborations avec Eric Clapton notamment sur les albums Pilgrim, Reptile, Back Home et Riding with the King.

## Discographie

### Albums
- Everything (Climie Fisher - 1988)
- Coming In for the Kill (Climie Fisher - 1989)
- Soul Inspiration (solo - 1992)
- Retail Therapy (avec Eric Clapton dans le projet TDF)

### Singles
Titre, suivi du classement dans les charts.
- Soul Inspiration (1992) - #60 UK[1]; #44 Pays-Bas; #60 Allemagne,
- Does Your Heart Still Break (1993) - #71 Allemagne
- Oh How The Years Go By (1993)